# Muratlı, Karacabey
Muratlı là một xã thuộc huyện Karacabey, tỉnh Bursa, Thổ Nhĩ Kỳ. Dân số thời điểm năm 2011 là 343 người.